# 李基 (北朝)
李基（531年—561年），字仲和，南北朝北周大臣，李远之子。李贤、李穆的侄子。
李基少年善于谈论，涉猎群书，善骑射。自员外散骑侍郎，历任抚军将军，封清河郡公。为宇文泰心腹，宇文泰的女儿义归公主嫁给了他。周闵帝宇文觉时为海州刺史。因为其兄李植事发而被免官。从此他郁郁不得志，死后谥号孝。儿子李威。